# USS Wake Island
USS Wake Island (CVE-65) — эскортный авианосец ВМС США типа «Касабланка»

## Строительство
Авианосец был заложен  6 февраля 1943 года в Ванкувере, штат Вашингтон, на верфи «Кайзер»; спущен на воду 15 сентября 1943 года; принят в состав флота 7 ноября 1943 года под командованием капитана Хеймса Р. Тейга (англ. Hames R. Tague).
Своё название получил в честь острова Уэйк в Океании.